# James S. White
James Springer White (1821 – 1881) a Hetednapi Adventista Egyház egyik társalapítója és Ellen G. White férje volt.

## Élete
Kilenc gyermek közül az ötödik volt, és a korai éveiben olyan gyenge volt a látása, hogy nem tudott iskolába sem járni. 19 évesen, már gyógyult szemmel járt iskolába.
A második tanítási év után az anyjától értesült a millerita tanokról, és elkötelezte magát az adventi tan hirdetése mellett. 1843 telén ezer embert nyertek meg a prédikációjával. 1843-ban szentelték fel ministránsnak a keresztény egyházba.
Az 1844-es nagy csalódás előtt találkozott Ellen Harmon-nal, majd később, 1846 nyarán házasodtak össze.
Házasságuk első hat évében nem volt saját otthonuk, többnyire a szüleivel vagy a barátaival együtt éltek.
Joseph Bates révén győződött meg először a szombat szentségéről.
1847-ben vele és a saját feleségével együttműködve jelent meg az “Egy szó a kicsiny nyájhoz” (A Word to the Little Flock), amely a korai adventista mozgalom híveinek szólt.
1848 novemberében feleségének, Ellen White-nak látomása volt, hogy Jamesnek el kell indítania egy lapot. 1849-től James kéthetente ki is adta a Jelenvaló Igazság-ot (The Present Truth), amely első példánya jórészt a szombat igazságáról szólt. 1850-ben a lap The Review and Herald címet kapta. A kiadást három éven keresztül különböző nyomdákban, több helyszínen végezték. James 1851-ig volt a folyóirat szerkesztője.
1852-ben végül saját házuk lett Rochesterben, New York államban. A michigani hittestvérek hívására 1855-ben a kézinyomdával együtt Battle Creekbe költöztek.
A családjuk közben 1860-ra már négy fiúval gyarapodott.
1863-ban döntő szerepet játszott az adventisták felekezetének hivatalos megszervezésében. Felkérték, hogy legyen a Generál Konferencia (főtanács) első elnöke, de ő elutasította John Byington (1798–1887) javára. 
Később azonban elnök lett, több ciklusban is: 1865–67, 1869–71, 1874–80.
Miután 1865-ben bénulást okozó stroke-t szenvedett. Ezután a felesége Dansville-be, egy hidroterápiás (vízterápiás) intézménybe vitte. A felépüléséért mondott sok ima ellenére sokáig beteg maradt, csak jóval később javult az állapota és Ellennek látomása volt, amely arra késztette férjét, hogy létrehozza a Battle Creek-i Egészségügyi Reformintézetet (Western Health Reform Institute). Ezzel kezdődött a neves Battle Creek-i szanatórium története.
Ellen látomásai után nagy szerepet játszott a Battle Creek-i Főiskola 1875-ös megnyitásában is.

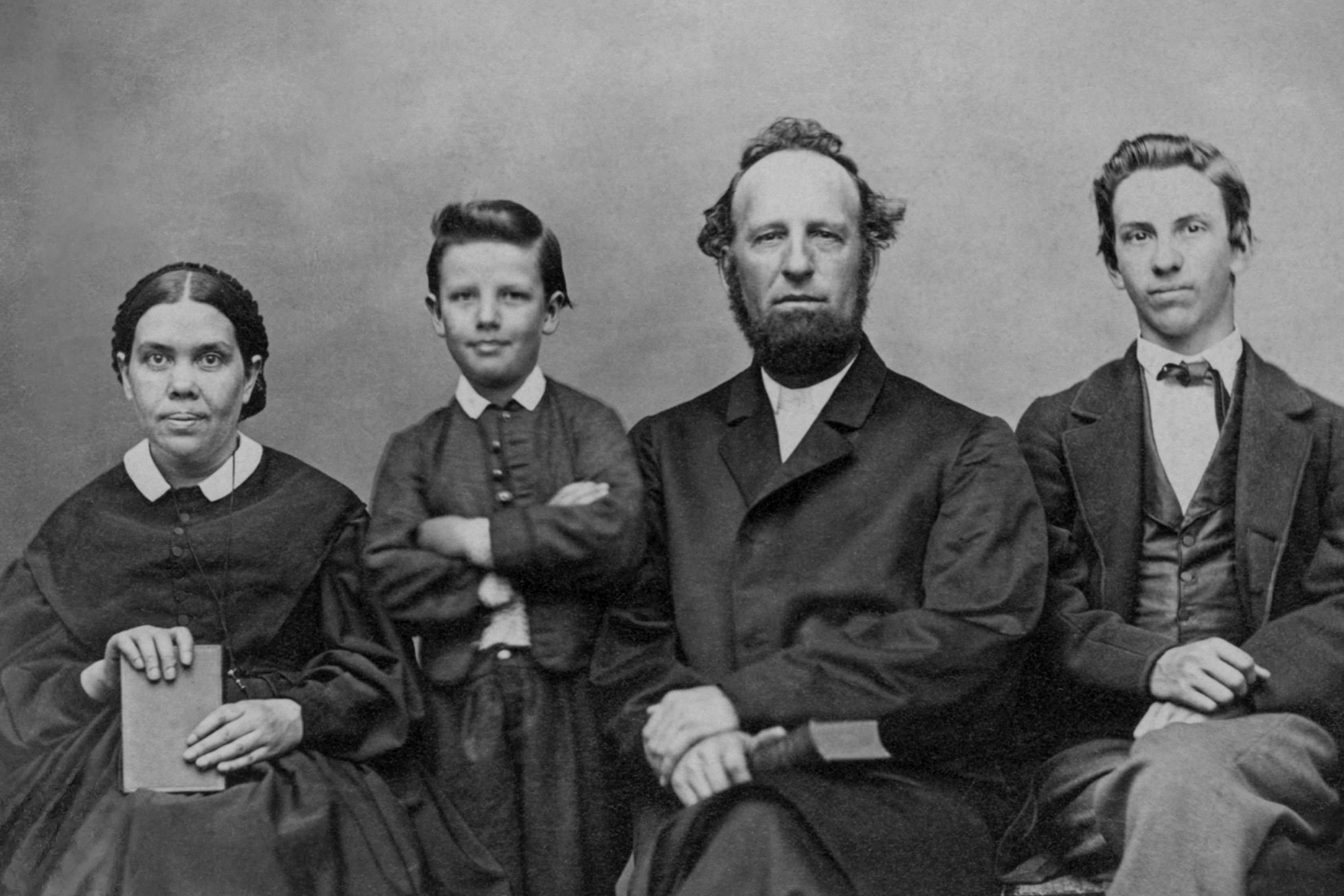
A White házaspár a képen két fiával

1881-ben, 60 évesen hunyt el.

## Családja
Négy fiuk született: Henry Nichols, James Edson, William Clarence és John Herbert.
John Herbert még pár hónaposan meghalt, Henry Nichols pedig tüdőgyulladásban 16 évesen.
James Edson (1849–1928) az egyház egyik úttörője lett, aki a Mississippi folyó mentén evangelizációs iskolákat hozott létre az afroamerikai emberek számára. Több vallási iratot írt és adott ki.
William Clarence (1854–1937) jól ismert hetednapi adventista egyházi vezető lett. Első felesége 1890-ben meghalt. Anyjával 1891-ben Ausztráliába hívták. Két lányát Battle Creek-ben hagyva, az év végén édesanyjával átkelt a Csendes-óceánon, hogy segítse az ottani advent üzenet munkáját. 1894-ben kinevezték az adventista ausztrál unió vezetésére. Ezen a poszton 1897-ig volt. Számos könyvet írt.

## Írásai
James White termékeny író volt az adventisták számára. Néhány népszerű publikációja:
- Life Incidents – Életesemények (1868)
- Word to the Little Flock – Szó a kis nyájhoz, 1847-es röpirat
- Signs of the Times – Az idők jelei (1853)
- Life Incidents – Életesemények, 1868, Steam Press
- Selections from Life Incidents – Válogatások az életeseményekből, 1868, Steam Press
- Sermons on The Coming and Kingdom of Our Lord Jesus Christ – Prédikációk Jézus Krisztus Urunk eljöveteléről és királyságáról, 1870, Steam Press
- Sketches of the Christian Life and Public Labors of William Miller – Vázlatok William Miller keresztény életéről és közmunkájáról , 1875, Steam Press
- The Sounding of the Seven Trumpets of Revelation 8 & 9 – A Jelenések hét trombitája, 1875, Steam Press
- The Second Coming of Christ, Matthew 24 – Krisztus második eljövetele, Máté 24., 1876
- Early Life & Experiences of Joseph Bates – Joseph Bates korai élete és tapasztalatai, 1877, Steam Press
- Biblical Institute – Bibliai Intézet, 1878, Steam Press
- Life Sketches – Életrajzok, 1880 Steam Press

### Magyarul
- A kapitány. Joseph Bates élete; szerk. James White, ford. Kassai János; BIK, Budapest, 2022